# Sarah Records
Sarah Records fut dans le début des années 1990 le label phare de l'indie pop. La plupart des groupes publiés par Sarah records sont assimilés aux mouvements C86 et pop indépendante/twee pop.

## Historique
Sarah Records a été créé à Bristol, en novembre 1987 par Clare Wadd et Matt Haynes. Durant ses huit années d'activités le label publia près de 100 simples et maxis, 30 albums, ainsi que plusieurs compilations et fanzine. L'aventure se termina en août 1995, par une annonce dans le journal NME et la sortie d'une dernière compilation, There And Back Again Lane, portant la référence Sarah 100.
Le label est aussi connu pour le graphisme singulier de ses pochettes de disque qui, pour des raisons économiques mais toujours esthétiques, étaient souvent imprimés en seulement une ou deux couleurs.
Certains artistes du catalogue ont ensuite réalisé quelques productions sur le label indépendant de Matt Haynes Shinkansen Records fondé en 1996.
Depuis quelques années, des références du catalogue de Sarah Records sont rééditées avec des bonus sur LTM Recordings et El Records (Cherry Red Records). Elles sont donc à nouveau disponibles sur leurs sites internets respectifs et compilées sur le mail order.

## Artistes du label
Les groupes signés chez Sarah Records :
| - 14 Iced Bears - Aberdeen - Action Painting! - Another Sunny Day - Blueboy - Boyracer - Brighter - Christine's Cat - East River Pipe | - Eternal - Even As We Speak - Fanzines - The Field Mice - The Forever People - Gentle Despite - The Golden Dawn - The Harvest Ministers - Harvey Williams | - Heavenly - The Hit Parade - Ivy - Northern Picture Library - The Orchids - The Poppyheads - The Rosaries - The Sea Urchins - Secret Shine | - Shelley - The Springfields - St. Christopher - The Sugargliders - The Sweetest Ache - Talulah Gosh! - Tramway - The Wake |